# Новое Сляково
Новое Сляково (тат. Яңа Эсләк) — деревня в Агрызском районе Республики Татарстан России. Входит в состав Кадыбашского сельского поселения.

## История
Деревня основана в 1928 году переселенцами из села Старое Сляково. В 1929 году — 60 хозяйств. С момента основания — в Красноборском районе Татарской АССР, с 1960 года — в Агрызском районе.

## География
Деревня Новое Сляково находится в северо-восточной части Татарстана, на расстоянии 84 км по автодорогам к юго-востоку от города Агрыз и в 7,5 км к югу от центра поселения, у реки Бима.

### Часовой пояс
Деревня Новое Сляково, как и весь Татарстан, находится в часовой зоне МСК (московское время). Смещение применяемого времени относительно UTC составляет +3:00.

## Население
| 1938 | 1949 | 1958 | 1970 | 1989 | 2002 | 2010 |
| ---- | ---- | ---- | ---- | ---- | ---- | ---- |
| 339  | 319  | 283  | 220  | 65   | 45   | 31   |

Национальный состав
Согласно результатам переписи 2002 года, в национальной структуре населения татары составили 100 %.

## Инфраструктура
Имеется АЗС, до 2008 года работал клуб. Других объектов инфраструктуры нет.

## Улицы
В деревне одна улица — Центральная.